# 泰斯盧伊鄉 (多爾日縣)
44°31′N 24°22′E / 44.517°N 24.367°E
泰斯盧伊鄉（羅馬尼亞語：Comuna Teslui, Dolj），是羅馬尼亞的鄉份，位於該國西南部，由多爾日縣負責管轄，面積60平方公里，海拔高度122米，2007年人口2,569，人口密度每平方公里43人。